# 大城庄
大城庄，為1920年~1945年間存在之行政區，轄屬台中州北斗郡。今彰化縣大城鄉。

## 街原名
原屬深耕堡之大城厝庄、魚藔庄、頂山脚庄、下山脚、下牛稠、公館庄、西港庄、山藔庄、外五間藔庄、尤厝庄、潭漧庄、下海漧厝庄、頂海墘厝庄、三塊厝庄
- 大城厝改稱大城[1]

## 行政區劃
大城庄轄域內分為大城、魚寮、頂山脚、下山脚、下牛稠、公館、西港、山寮、外五間寮、尤厝、潭墘、下海墘厝、頂海墘厝、三塊厝十四個大字。